# Финское старое совместное училище (Выборг)
Финское совместное училище (Выборгская школа совместного обучения, фин. Viipurin yhteiskoulu) — начальное общеобразовательное заведение, основанное в 1898 году в Выборге. Здание бывшего училища в центре города Выборга (Выборгская улица, дом 25) включено в перечень памятников архитектуры.

## История
После того, как в 1860-х годах в Великом княжестве Финляндском началось введение финского языка в официальное делопроизводство, в народном образовании стала уменьшаться роль шведо- и немецкоязычных учебных заведений вследствие расширения сети финноязычных школ, соответствовавших начальным народным училищам Российской империи. В основанной в 1898 году в Выборге школе осуществлялось совместное обучение мальчиков и девочек на финском языке. Первоначально предполагалось девятиклассное обучение, но с изменениями, внесёнными в учебный план в 1900 году, обучение стало восьмиклассным. Для размещения школы в 1901 году архитектором Л. Иконеном был разработан проект здания на Царской (ныне — Выборгской) улице, на угловом участке по соседству со зданиями классического лицея и реального лицея. По проекту того же архитектора было ранее построено русское начальное училище на той же улице.
Так в 1903 году на площади, названной впоследствии «Школьным полем», появилось двухэтажное здание из красного кирпича. К его главному входу, устроенному со стороны площади, ведёт гранитная лестница, украшенная пристенными обелисками. При помощи неоготических элементов симметричного фасада (угловых башенок, стрельчатых оконных проёмов и декоративного фронтона) постройка стилизована под крепостное сооружение. Новые городские кварталы конца XIX — начала XX века появились на месте разобранных укреплений Рогатой крепости.
С 1921 года, в ходе реформы образования, проведённой после провозглашения независимости Финляндии, училище получило статус средней школы. Нередко его называли «Старым совместным училищем» (так как с 1912 года в Выборге работало и «Новое совместное училище»).
Старое совместное училище было закрыто в ходе советско-финских войн (1939—1944). В 1940—1941 годах в доме работала средняя школа № 1; затем, в годы Великой Отечественной войны, в здании, получившем незначительные повреждения, размещалось отделение финской полевой почты.
В послевоенное время здание последовательно занимали различные образовательные учреждения, в том числе школа № 5, позже — действовавшая с 1972 года Городская станция юных техников, с 1990 года — Дом (позднее — дворец) детского творчества. С 2015 года дом входит в комплекс зданий Выборгской гимназии.